# Människolus
Människolus (Pediculus humanus) är en gemensam beteckning för de två på människan parasiterande djurlössen huvudlus och klädlus. Dessa anses ibland vara underarter till människolusen, och ibland egna arter. Arterna lever på olika delar av människokroppen och parar sig ej i vilt tillstånd. Om individer från de olika arterna förs samman under laboratorieförhållanden så kan de dock göra så.
Huvudlusen har specialiserat sig på att fästa sina ägg – gnetter – vid roten av ett hårstrå, medan klädlusen fäster dem i klädveck. Förutom den irritation och klåda som lössen i sig framkallar kan de även sprida sjukdomar.